# Distretto di Jhalawar
Il distretto di Jhalawar è un distretto del Rajasthan, in India, di 1 180 342 abitanti. È situato nella divisione di Kota e il suo capoluogo è Jhalawar.